# Wytowno
Wytowno (deutsch Weitenhagen, slowinzisch Vȧ̃tɵvnɵ) ist ein Dorf in der Gmina Ustka (Landgemeinde Stolpmünde) im Powiat Słupski ( Stolper Kreis) der polnischen Woiwodschaft Pommern.

## Geographische Lage
Das Kirchdorf liegt in Hinterpommern, etwa acht Kilometer nördlich von Stolp, vier Kilometer östlich von Stolpmünde und 111 Kilometer westlich der regionalen Metropole Danzig.

## Geschichte

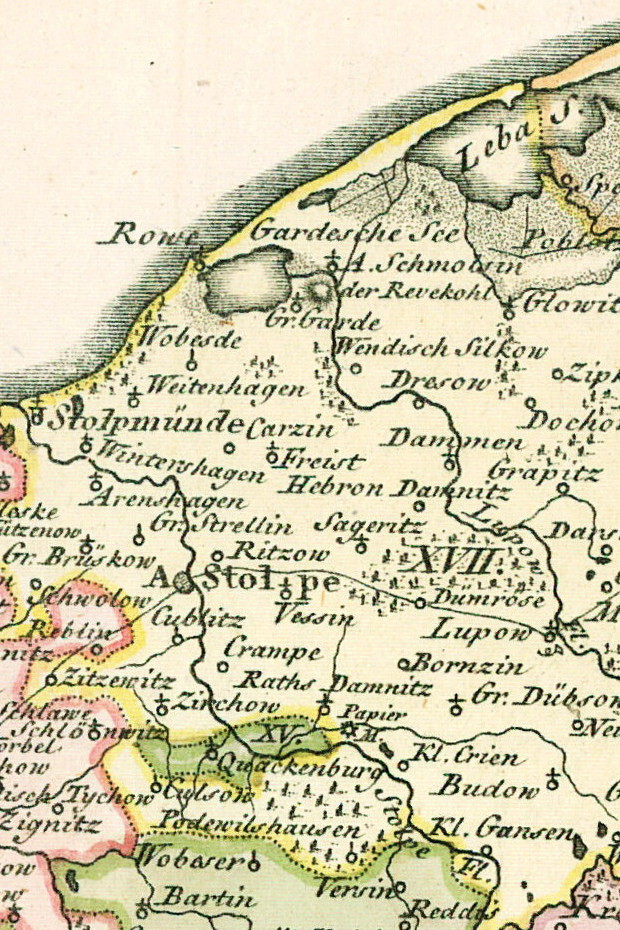
Weitenhagen, Kirchdorf, nördlich der Stadt Stolp (früher Stolpe geschrieben) und östlich von Stolpmünde, zwischen den Flüssen Stolpe und Lupow, auf einer Landkarte von 1794.

Das Dorf hat die historische Dorfform eines Zeilendorfs. Im Jahr 1485 befand sich das Rittergut im Besitz der Familie von Schwawe, danach gehörte es der Familie von Ramel. Die Besitzer wechselten dann etliche Male. 1786 ging Weitenhagen an die Familie Bandemer über.  Um 1782 gab es in Weitenhagen bei insgesamt 38 Haushaltungen zwei Vorwerke, einen Prediger, ein Predigerwitwenhaus, zehn Bauern, drei Kossäten, eine Gaststätte, auf der Feldmark am Ausfluss des Baches Freichow in die Ostsee eine Wassermühle und in der Nähe des Ostseestrandes drei Fischerkaten.
Im Jahr  1857 saß Franz Wilhelm Werner von Bandemer auf Weitenhagen. Um 1900 hatte das Rittergut Weitenhagen eine Größe von 1220 ha. Zu diesem Zeitpunkt hatte der Gutsbesitzer Alfred von Bandemer (1821–1891) das Gut bereits seinem ältesten Sohn Wilhelm (1861–1914) vererbt. Dieser hatte sich der Vereinigung der Steuer- und Wirtschaftsreformer angeschlossen. Letzter Gutsherr bis zur Enteignung 1945 durch die polnische Administration war Rüdiger von Bandemer. Bandemer war ein Urenkel Hindenburgs; er hatte wohl in der schweren Zeit der Wirtschaftskrise versucht, Teile eines ehemaligen Guts der Familie zurückzuerwerben.
Am 1. April 1927 hatte das Gut Weitenhagen eine Flächengröße von 1228 Hektar, und am 16. Juni 1925 hatte der Gutsbezirk 254 Einwohner. Am 30. September 1928 wurde der Gutsbezirk Weitenhagen in die Landgemeinde Weitenhagen eingegliedert.
Anfang der 1930er Jahre hatte die Landgemeinde Weitenhagen eine Flächengröße von 15,9 km². Innerhalb der Gemeindegrenzen standen insgesamt 58 bewohnte Wohnhäuser an drei verschiedenen Wohnstätten:
1. Freichow
2. Vorwerk Heinrichsfelde
3. Weitenhagen

Um 1935 gab es im Dorf einen Gasthof, eine Niederlassung der Spar- und Darlehnskasse, einen Gemischtwarenladen, eine Mühle sowie eine Schmiede und eine Tischlerei.
Im Jahr 1939 wurden in der Landgemeinde 458 Einwohner gezählt, die in 100 Haushaltungen lebten. In der letzten Ausgabe des Pommerschen Güteradressbuchs von 1939 wird für das Rittergut Weitenhagen eine Flächengröße von 724 ha angegeben. In Weitenhagen wurde Getreide,- Kartoffel- und Saatzuchtwirtschaft betrieben.
Bis 1945 bildete Weitenhagen eine Landgemeinde im Landkreis Stolp im Regierungsbezirk Köslin der preußischen Provinz Pommern des Deutschen Reichs. Weitenhagen war Amtssitz eines gleichnamigen Amtsbezirks.
Gegen Ende des Zweiten Weltkriegs wurde die Region am 8. Mai 1945 von der Roten Armee besetzt. Nach Beendigung der Kampfhandlungen wurde die Region zusammen mit ganz Hinterpommern seitens der sowjetischen Besatzungsmacht der Volksrepublik Polen zur Verwaltung überlassen. Am 1. August 1945 wurde von den Polen ein Gemeindebüro errichtet. Weitenhagen wurde unter der polonisierten Ortsbezeichnung ‚Wytowno‘ verwaltet. Es begann die Zuwanderung polnischer Familien. Bis auf vier Familien, die vorerst im Dorf verblieben, wurden die einheimischen Einwohner von der polnischen Administration bis 1947 in Richtung Westen abtransportiert.

Gebäude und Orte im Dorf
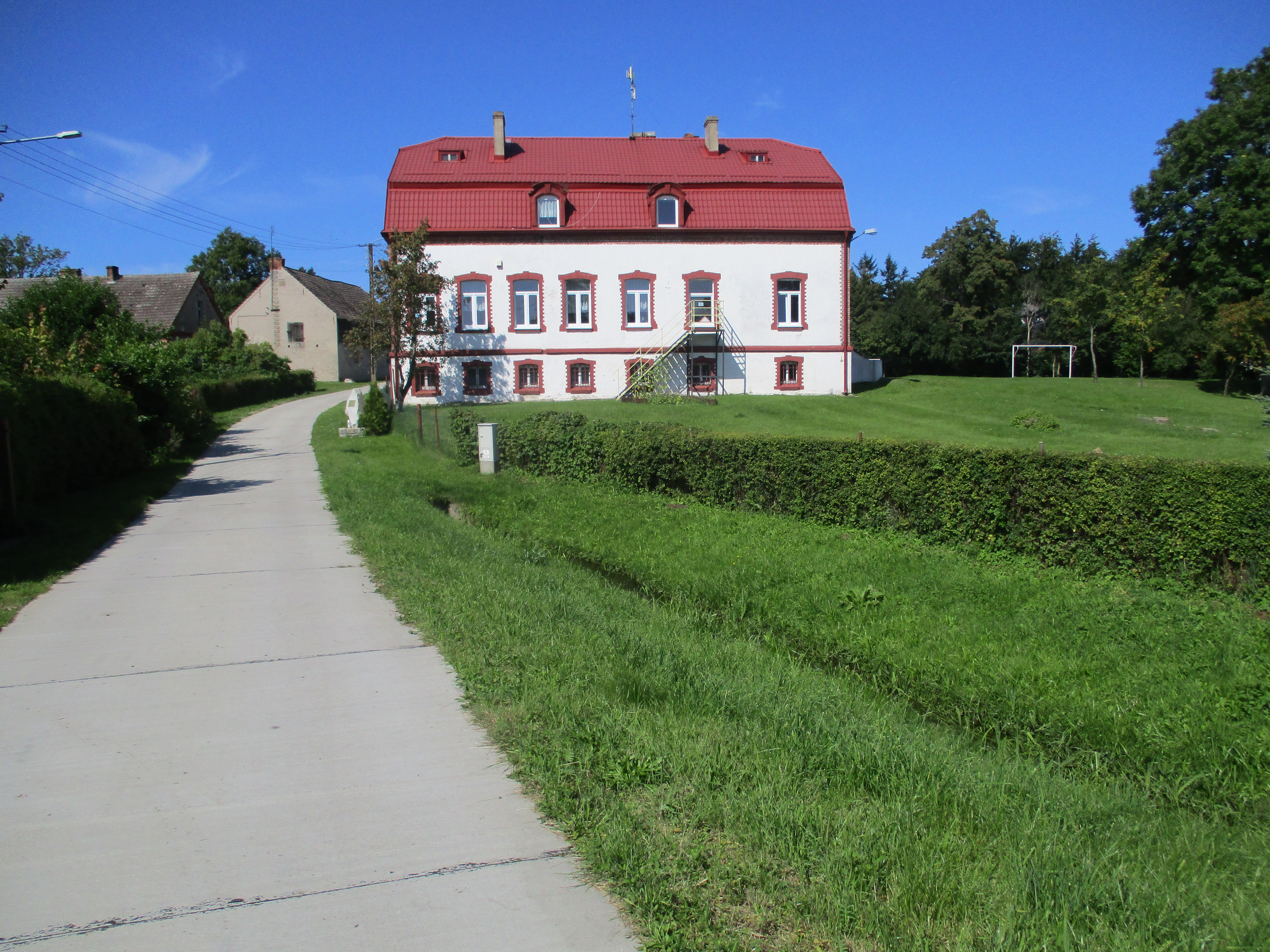
Dorfschule (2017)
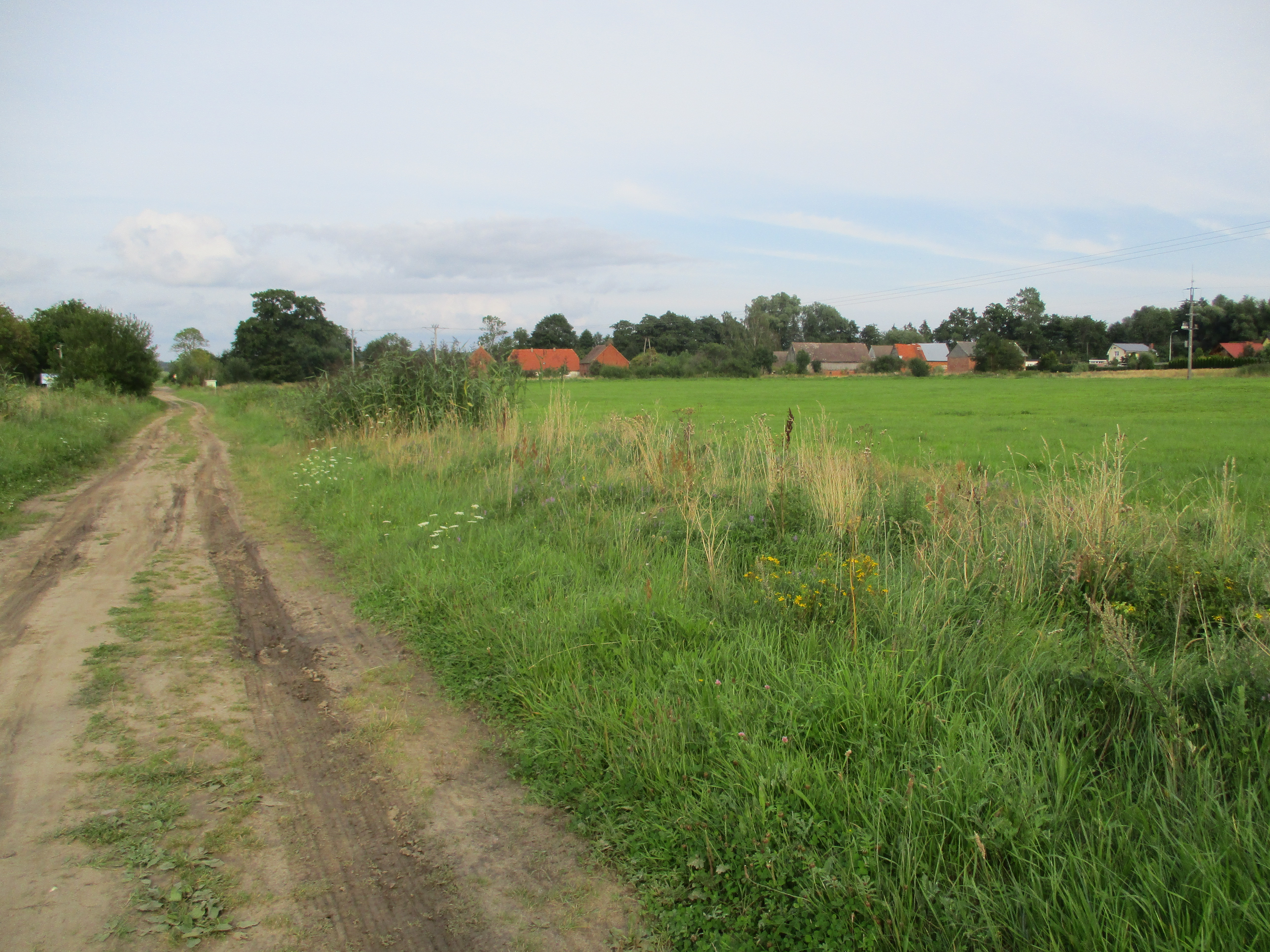
Dorfrand (2017)
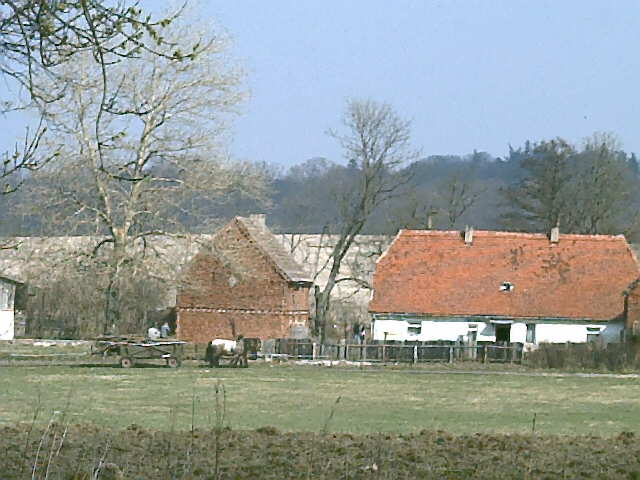
Bauernhaus am Dorfrand (2005)
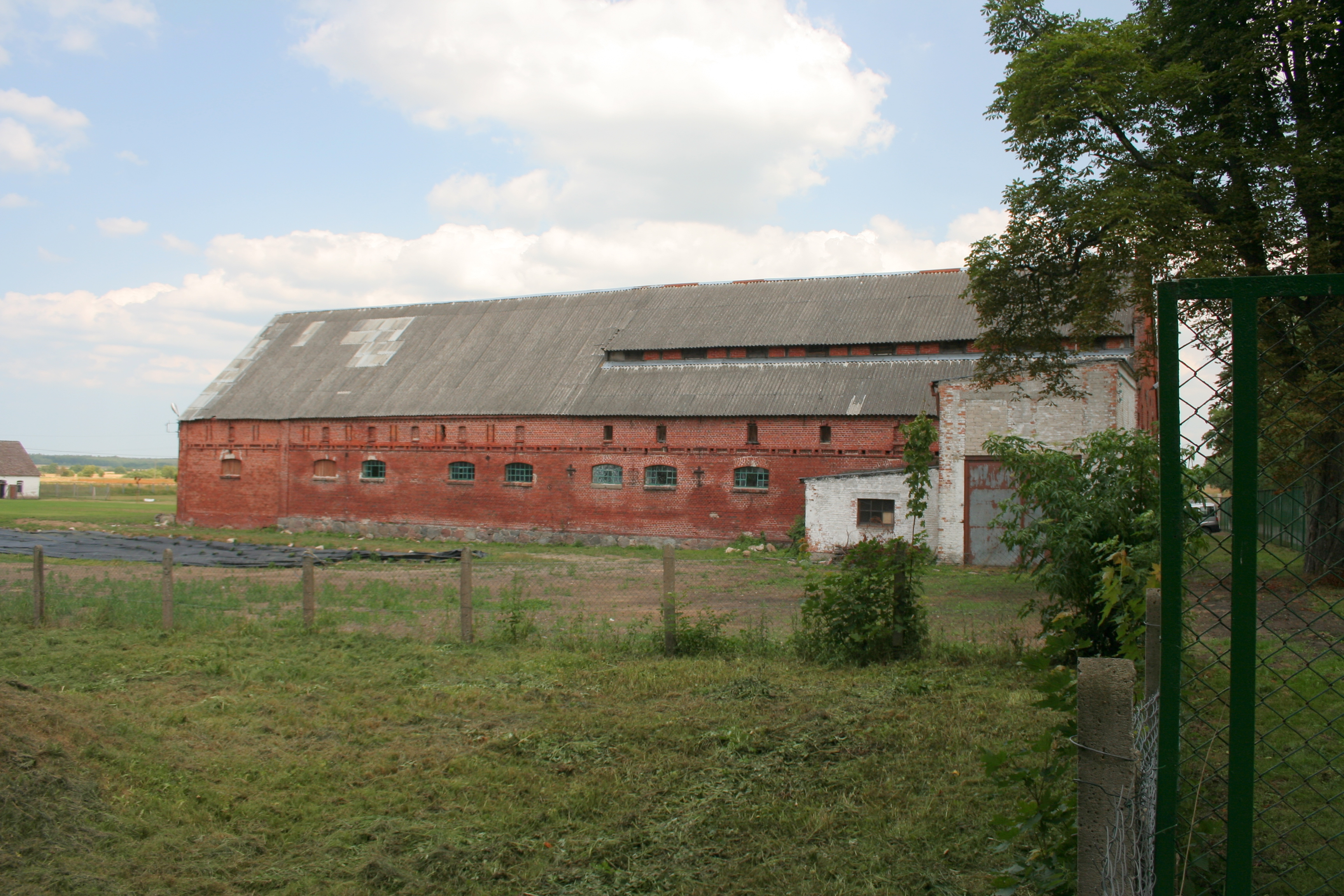
Altes landwirtschaftliches Gebäude (2010)
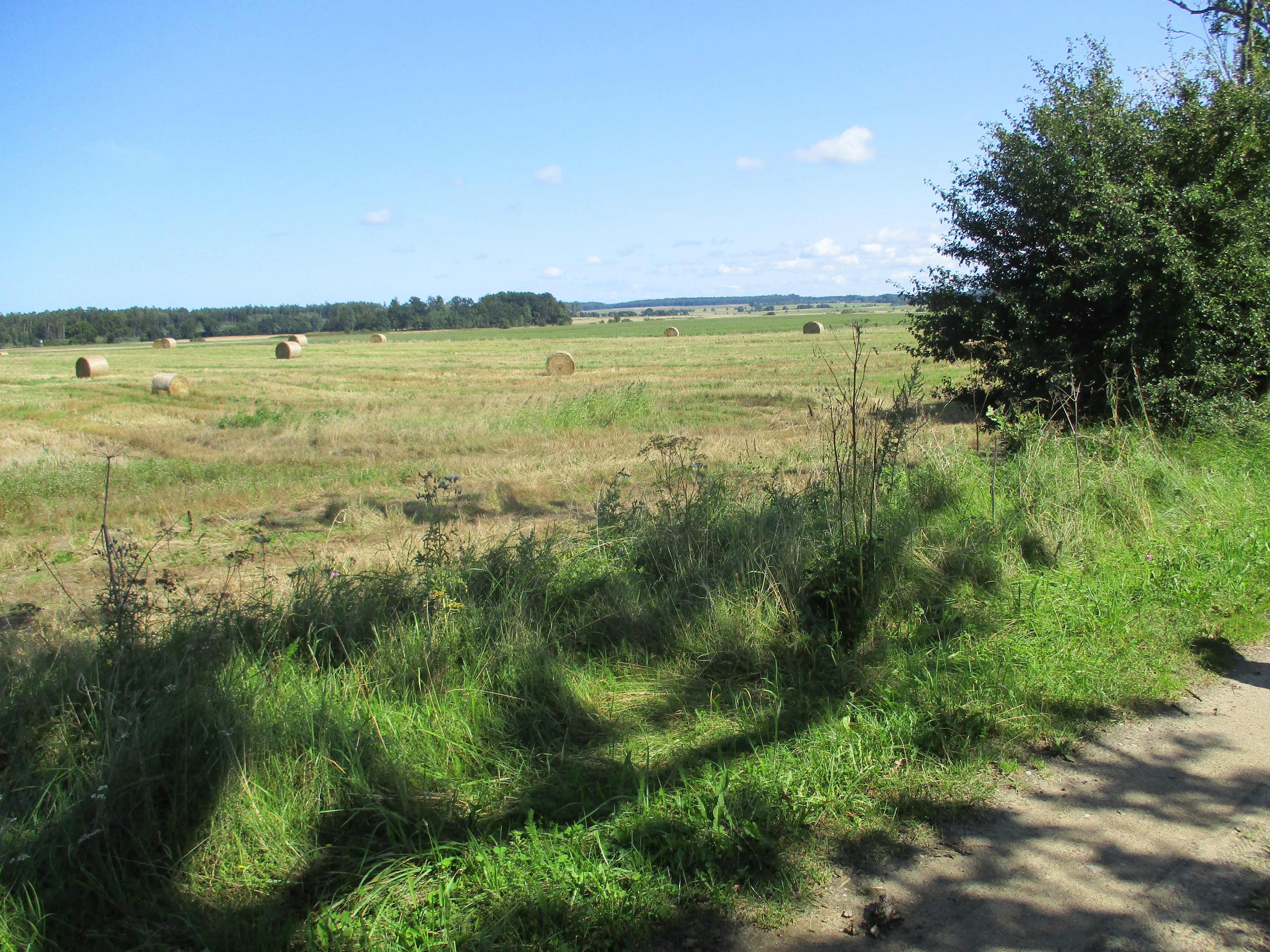
Ländliche Umgebung (2017)

Ruine des ehemaligen Gutshauses Weitenhagen
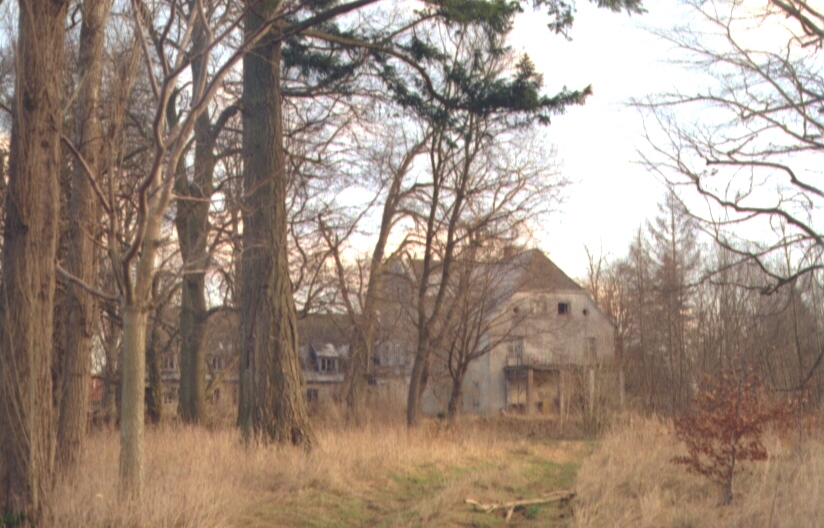
2005
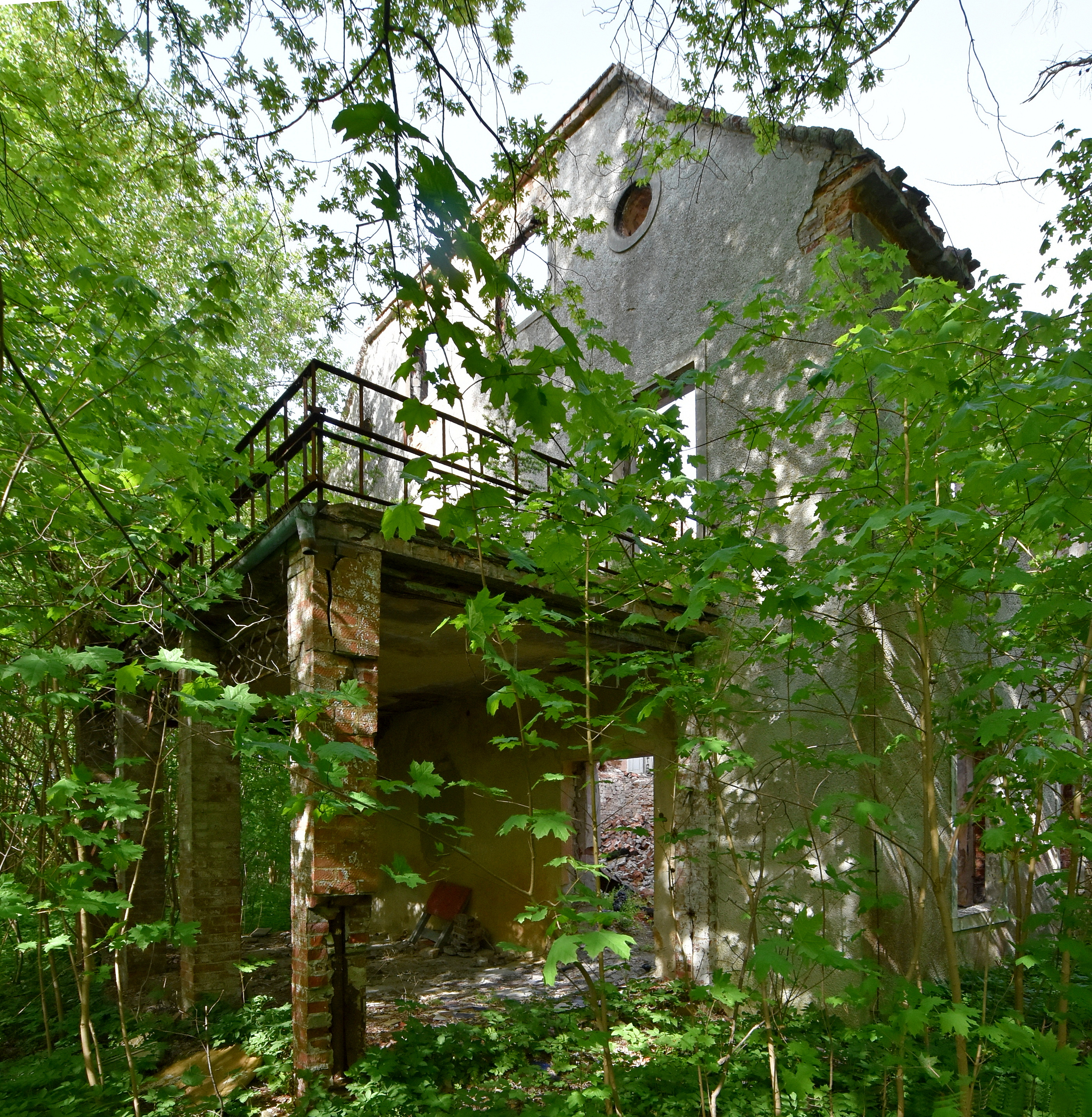
2023
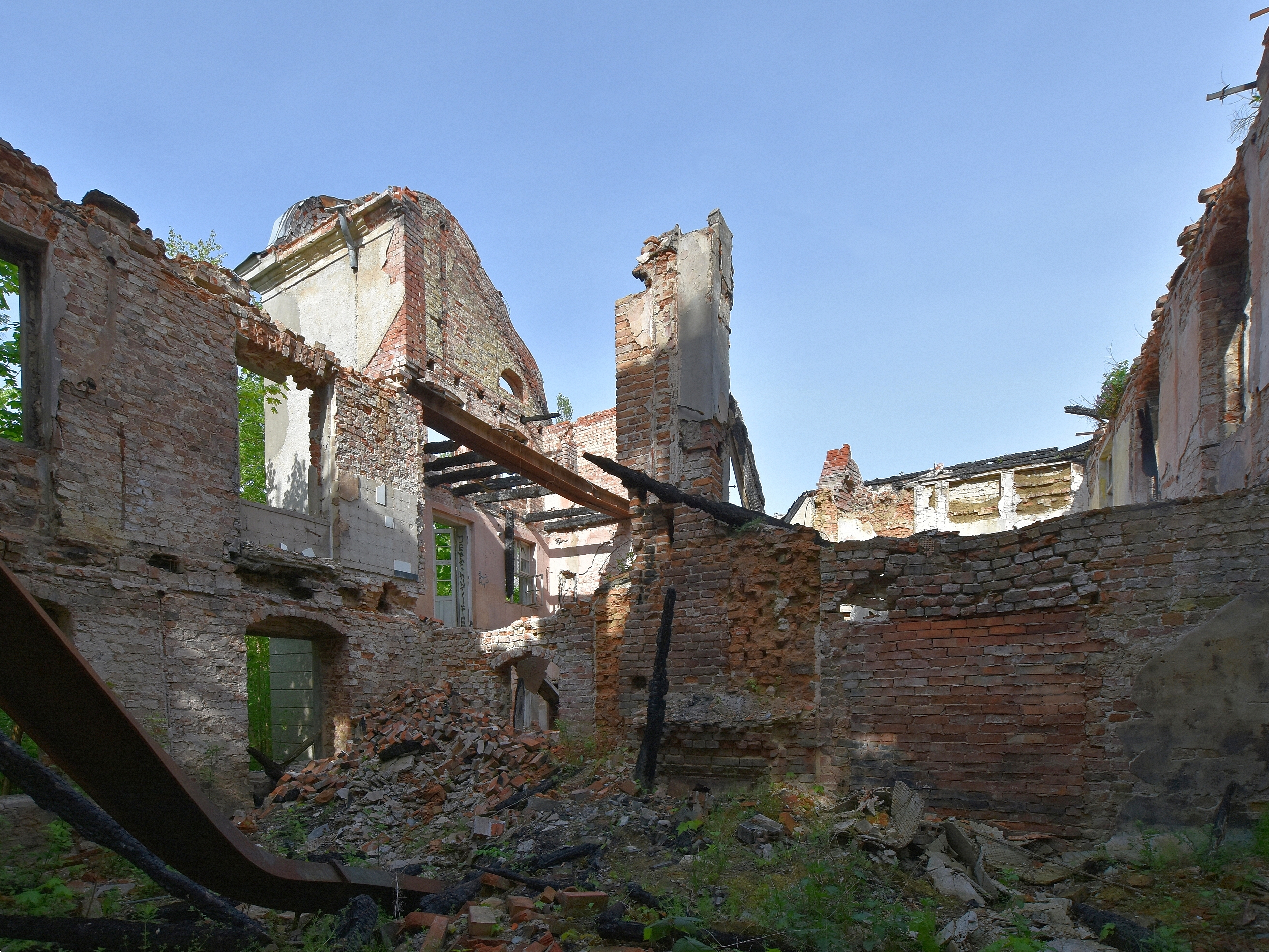
2023
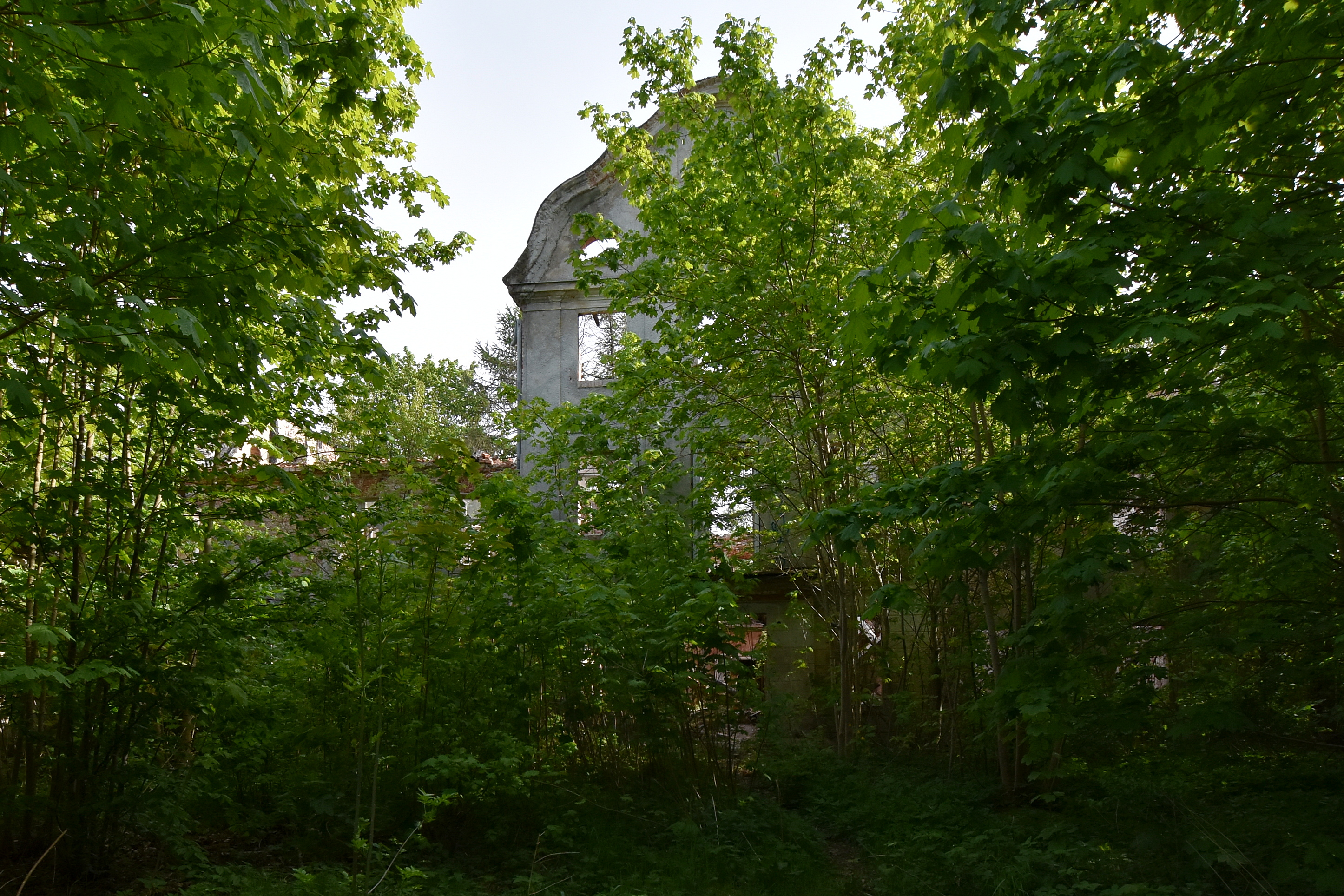
2023

Im Jahr 2008 lebten im Ort 360 Einwohner.

## Kirche

### Dorfkirche

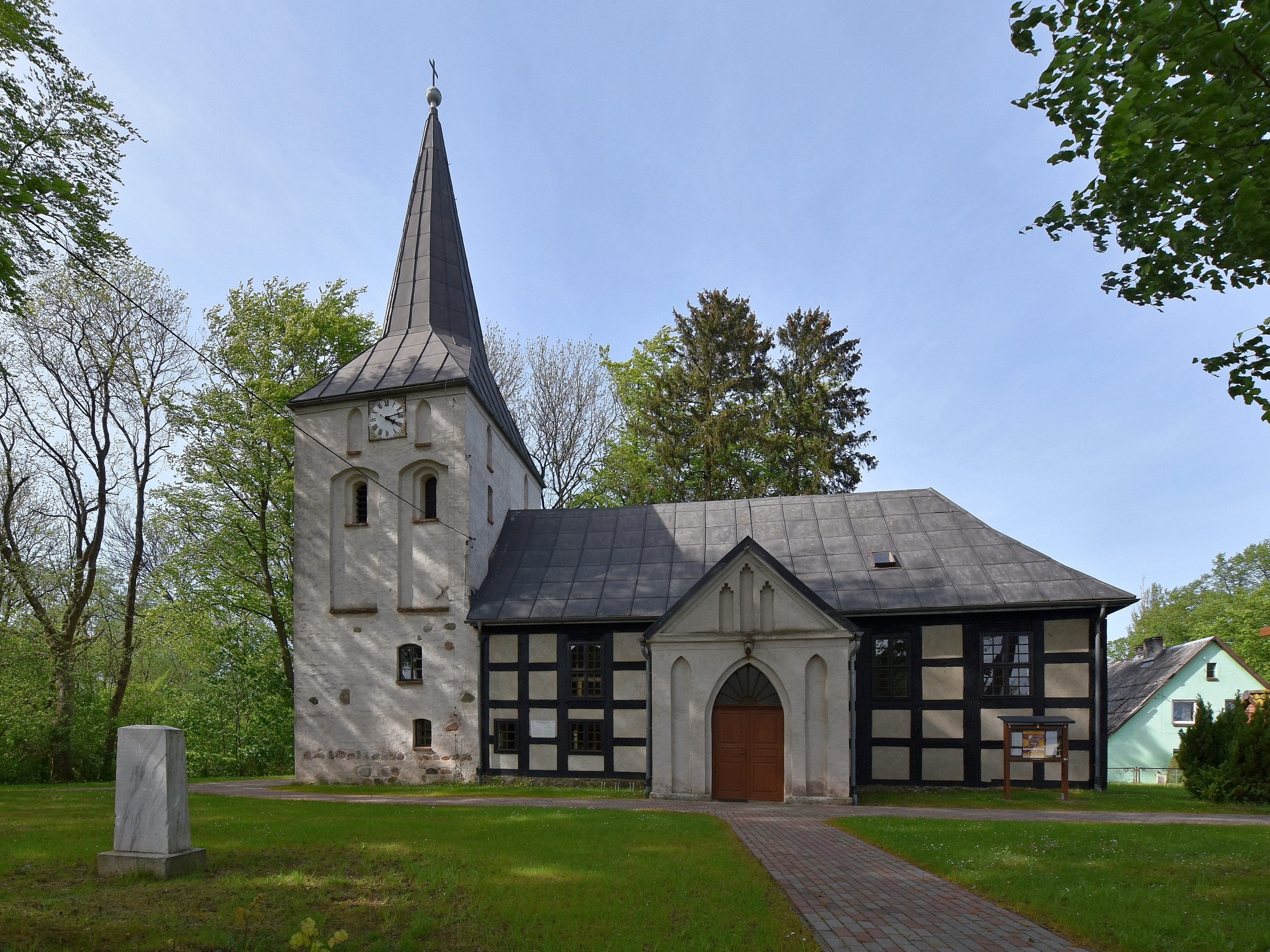
Dorfkirche (2023), bis 1945 Gotteshaus der evangelischen Gemeinde Weitenhagen

Das Kirchenschiff ist ein Fachwerksbau, der Turm ruht auf einem Feldsteinsockel und ist aus Backsteinen gemauert. Das Westportal sitzt in einer Spitzbogenblende. Der Turm und das Kirchenschiff wurden 1880 erneuert. Seinerzeit vorhandene Ausstattungsgegenstände lassen vermuten, dass das Kirchengebäude aus der zweiten Hälfte des 17. Jahrhunderts stammt.
Die Kirche hatte zwei Glocken. Um 1894 war geplant, diese umzugießen. Eine war zersprungen und trug die Aufschrift:
die andere war mittelalterlich und hatte einen Durchmesser von 64 Zentimetern und eine Höhe von 55 Zentimetern.
Das Gebäude der evangelischen Dorfkirche wurde 1945 von der polnischen Administration zugunsten der polnischen katholischen Kirche zwangsenteignet und vom polnischen katholischen Klerus ‚neu geweiht‘.

### Kirchspiel bis 1945
Die vor 1945 in Weitenhagen lebenden Dorfbewohner waren fast ausschließlich Evangelische (Angehörige der Landeskirche) und gehörten zum evangelischen Kirchspiel Weitenhagen. Der Bestand an Kirchenbüchern reichte bis 1652 zurück.
Das katholische Kirchspiel war in Stolp.

### Polnisches Kirchspiel seit 1945
Die seit 1945 und Vertreibung der einheimischen Dorfbewohner anwesende polnische Einwohnerschaft ist überwiegend katholisch. Die Dorfkirche wird von der polnischen katholischen Gemeinde genutzt.
Das polnische evangelische Kirchspiel ist in Stolp.

## Persönlichkeiten: Söhne und Töchter des Ortes
- Rudolf von Bandemer (1829–1906), deutscher Gutsbesitzer und Mitglied des Preußischen Abgeordnetenhauses
- Wilhelm von Bandemer (1861–1914), deutscher Gutsbesitzer und Mitglied des Preußischen Herrenhauses